# Easton (Missouri)
Easton – miasto w Stanach Zjednoczonych, w stanie Missouri, w hrabstwie Buchanan.